# Arxipèlag Nuyts

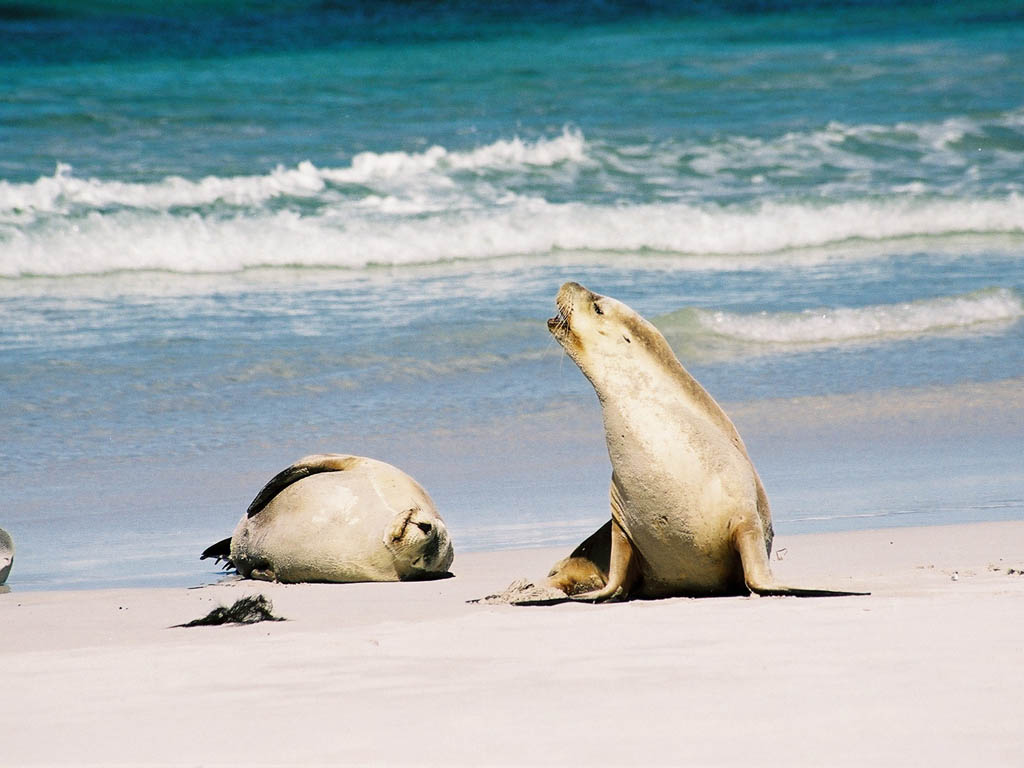
Lleons marins a les illes Nuyt

L'arxipèlag Nuyts (en anglès: Nuyts Archipelago) comprèn l'arixpèlag de les Illes de Sant Francis i un grup d'illes petites principalment granítiques davant de Ceduna (Austràlia del Sud) a l'est de la Gran Badia Australiana i al nord-est de la costa nord-oest de la Península Eyre. Moltes de les illes tenen gran colònies d'ocells marins i lleons marins. Consta d'unes 30 illes de les quals l'illa de St Francis la més grossa. La majoria de les illes estan formades per calcarenita. Les aigües estan protegides per un Parc Marítim.
L'any 1802 Matthew Flinders va donar nom a aquest arxipèlag pel diplomàtic neerlandès Pieter Nuyts que era oficial en el vaixell ′t Gulden Zeepaerdt capitanejat per François Thijssen Flinders i Nicolas Baudin, van donar també nom a diverses de les seves illes.